# 玛丽亚·特里萨·德·菲利皮斯
玛丽亚·特蕾莎·德菲利皮斯（義大利語：Maria Teresa de Filippis，1926年11月11日—2016年1月8日）是一位意大利赛车手。她是第一位参加F1比赛的女性车手。

## 生平
她参加过5场世界一级方程式锦标赛的分站赛，第一次登场是在1958年5月18日，但是她并未獲得任何积分。尽管她在F1中并未取得成功，但是她在其它类型的赛车比赛中的表现优异，并且是赛车运动的先驱人物。